# V385 Большого Пса
V385 Большого Пса (лат. V385 Canis Majoris) — одиночная переменная звезда в созвездии Большого Пса на расстоянии (вычисленном из значения параллакса) приблизительно 7374 световых лет (около 2261 парсека) от Солнца. Видимая звёздная величина звезды — от +11,3m до +10,8m.

## Характеристики
V385 Большого Пса — красная углеродная пульсирующая полуправильная переменная звезда типа SRB (SRB) спектрального класса C(N).